# Ferdinand Wrede
Ferdinand Wrede (ur. 15 lipca 1863 w Spandau [dziś dzielnica Berlina], zm. 19 lutego 1934 w Marburgu) – niemiecki językoznawca-germanista.

## Życiorys
Studiował germanistykę i historię w Berlinie. Doktorat uzyskał również w Berlinie w 1884 r., a sześć lat później habilitował się z filologii germańskiej w Marburgu. W 1899 r. otrzymał tytuł profesora nadzwyczajnego, a w 1911 r. - profesora zwyczajnego. Od 1911 r. kierował też pracami nad Sprachatlas des deutschen Reiches i nad Hessen-Nassauisches Wörterbuch. W 1920 r. został mianowany na stanowisko dyrektora niemieckiego centrum dialektologicznego.

## Ważniejsze publikacje pozaAtlasem
- 1886: Über die Sprache der Wandalen.
- 1891: Über die Sprachen der Ostgoten in Italien.
- 1913: Ulfilas, oder die uns erhaltenen Denkmäler der gotischen Sprache.

## Zasługi naukowe i postawa obywatelska
Wrede słusznie uznawany jest za twórcę niemieckiej geografii językowej, której poświęcił większość swoich prac. Za najbardziej znanego i najwybitniejszego jego ucznia uchodzi Theodor Frings.
Pod względem politycznym Wrede wsławił się wrogością i wręcz bojowymi wypowiedziami przeciwko odradzającemu się w Niemczech w latach 20. XX wieku nacjonalizmowi.

## Dalsza lektura
- Niebaum H.: Dialektologie, Tübingen 1983.
- https://web.archive.org/web/20090105232016/http://www.staff.uni-marburg.de/~naeser/wrede.htm